# 에반 올마이티
《에반 올마이티》(영어: Evan Almighty)는 2007년 개봉된 미국의 코미디 영화이자 《브루스 올마이티》의 후속작이다. 이 영화는 원작의 스티브 코렌과 마크 오키프가 만든 캐릭터를 바탕으로 스티브 오드커크가 쓴 톰 새디악이 감독했다. 이 영화에는 스티브 커렐과 모건 프리먼이 각각 새로 온 로런 그레이엄과 존 굿맨과 함께 에반 백스터와 갓 역할을 다시 연기한다. 이 영화는 노아의 방주를 현대적으로 되짚어 그린 것으로, 이반은 신이 노아의 방주를 명령하기 때문에 마지못해 재연하고, 이반이 정부에서 새로운 경력을 추구하더라도 노아의 방주를 시키기 위해 무엇에도 멈추지 않을 것이다.
이 영화의 제작은 2006년 1월에 시작되었다. 몇몇 시각 효과 회사들은 수많은 동물들과 기후 홍수 장면에 CGI를 제공하기 위해 사용되었다. 영화가 제작을 마칠 무렵에는 역대 가장 비싼 코미디 영화가 되었다(이 기록은 훗날 《맨 인 블랙 3》에 추월되었다). 2007년 10월, 이 영화는 DVD와 HD DVD로 발매되었다.
이 영화는 2007년 6월 22일에 개봉하여 전 세계적으로 1억 7천 5백만 달러의 예산보다 적은 수익을 올렸으며, 비평가들로부터 전반적으로 부정적인 평가를 받았다. 《에반 올마이티》도 흥행 폭탄이었다. PETA는 영화에 사용된 동물들이 형편없는 대우를 받았다고 주장했지만, 유니버설 픽처스는 그 동물들이 인간적으로 대우받았다고 주장했다.

## 줄거리
미국 의회에 새로 선출된 전 지역 텔레비전 뉴스 기자 에반 백스터(스티브 커렐)는 고향인 뉴욕주 버펄로를 떠나 훗날 그의 의회 선거운동이 세상을 바꾸겠다고 공식 선언하는 버지니아주 헌츠빌에 위치한 프레스티지 크레스트의 공동체로 이동한다. 이반은 이 기회를 주길 신(모건 프리먼)에게 기도한다. 아내 조앤(로렌 그레이엄)도 자신과 이반, 세 아들 딜런(조니 시몬스), 조단(그레이엄 필립스), 라이언(지미 베넷)이 한 가족으로 더 가까워지길 기도한다. 첫 날, 에반은 탐욕스러운 상사 척 롱(존 굿맨) 하원의원으로부터 편지를 받았는데, 척 롱 하원의원은 그에게 공공 토지 통합법(CINPlan) 법안의 후순위 공동 후원자로써의 기회를 제공한다.

## 한국판 성우진(KBS)
- 이인성 - 에반(스티브 커렐)
- 김병관 - 신(모건 프리먼)
- 노민 - 롱(존 굿맨)
- 배정미 - 조앤(로런 그레이엄)
- 남도형 - 딜런(조니 시몬스)
- 배진홍 - 조단(그레이엄 필립스)
- 홍수정 - 라이언(지미 베넷)
- 김옥경 - 리타(완다 사이키스)
- 장민혁 - 마티(존 마이클 히긴스)
- 한복현 - 유진(조나 힐)
- 서문석 - 건축업자(브라이언 하우) / 택배원(랄프 P. 마틴) / 의원(메디슨 메이슨)
- 이장원 - 의원(하브 프레스넬) / 경찰(딘 노리스)